# Skogssjöområdet
Skogsjöområdet är ett kommunalt naturreservat som ligger i tätortsnära i norra delen av Mjölby. Reservatet är främst skyddat på grund av de mäktiga åsar, deltan och formationer som inlandsisen skapat här. Men även friluftslivet och naturen är en värdefull faktor för naturreservatet. Reservatet består till stora delar av gammal tallskog, men här finns även sumpskogar och torräng/stäppäng. På torrängen växer bland annat den ovanliga växten luddvedel. Området är ett populärt friluftsområde, inte minst på sommaren då många kommer för att bada i Skogssjösjön, som är en så kallad dödisgrop, ett av spåren från tiden när inlandsisen smälte. Det finns flera uppmarkerade vandringsleder i området och det kan bli riktigt utmanade att ta sig upp för de branta åskrönen. En av lederna har skyltar med information om naturen och inlandsisens framfart.
Här finns en kommunal badplats med bryggor, omklädningsrum och toaletter mm. Det går att lösa fiskekort för fiske i Skogsjön.
Skogssjöområdets naturreservat förvaltas av Mjölby kommun.

## Bildgalleri

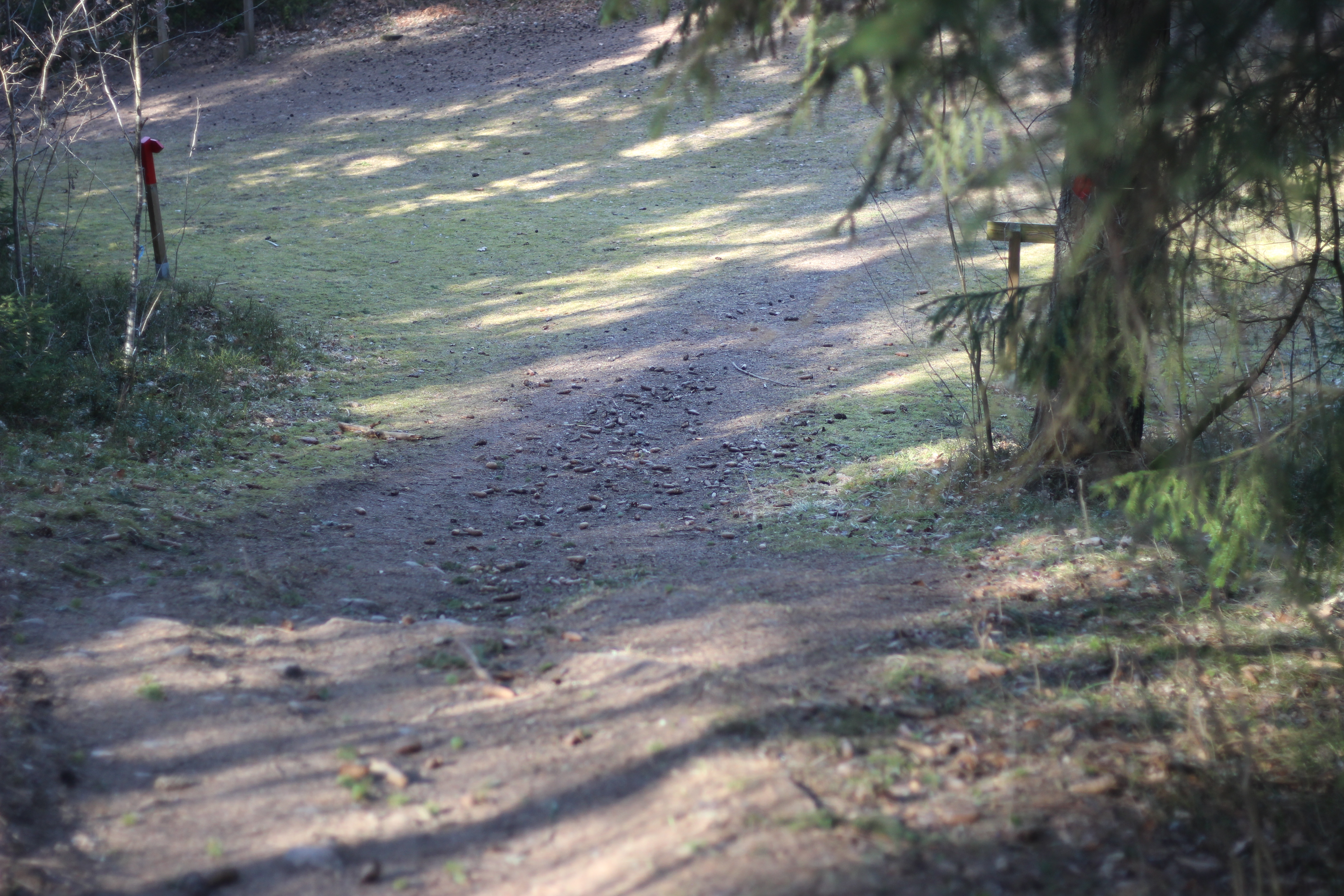
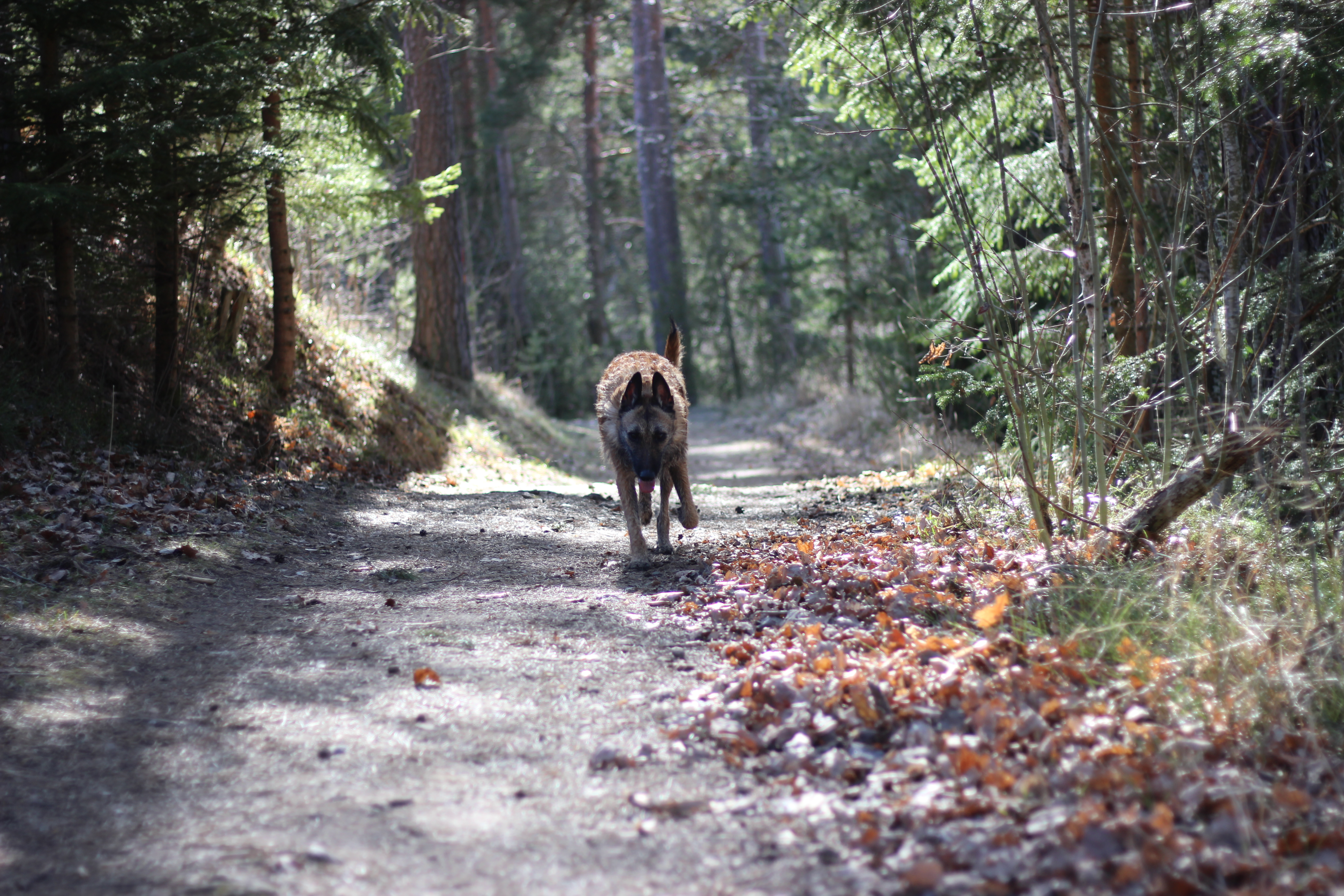
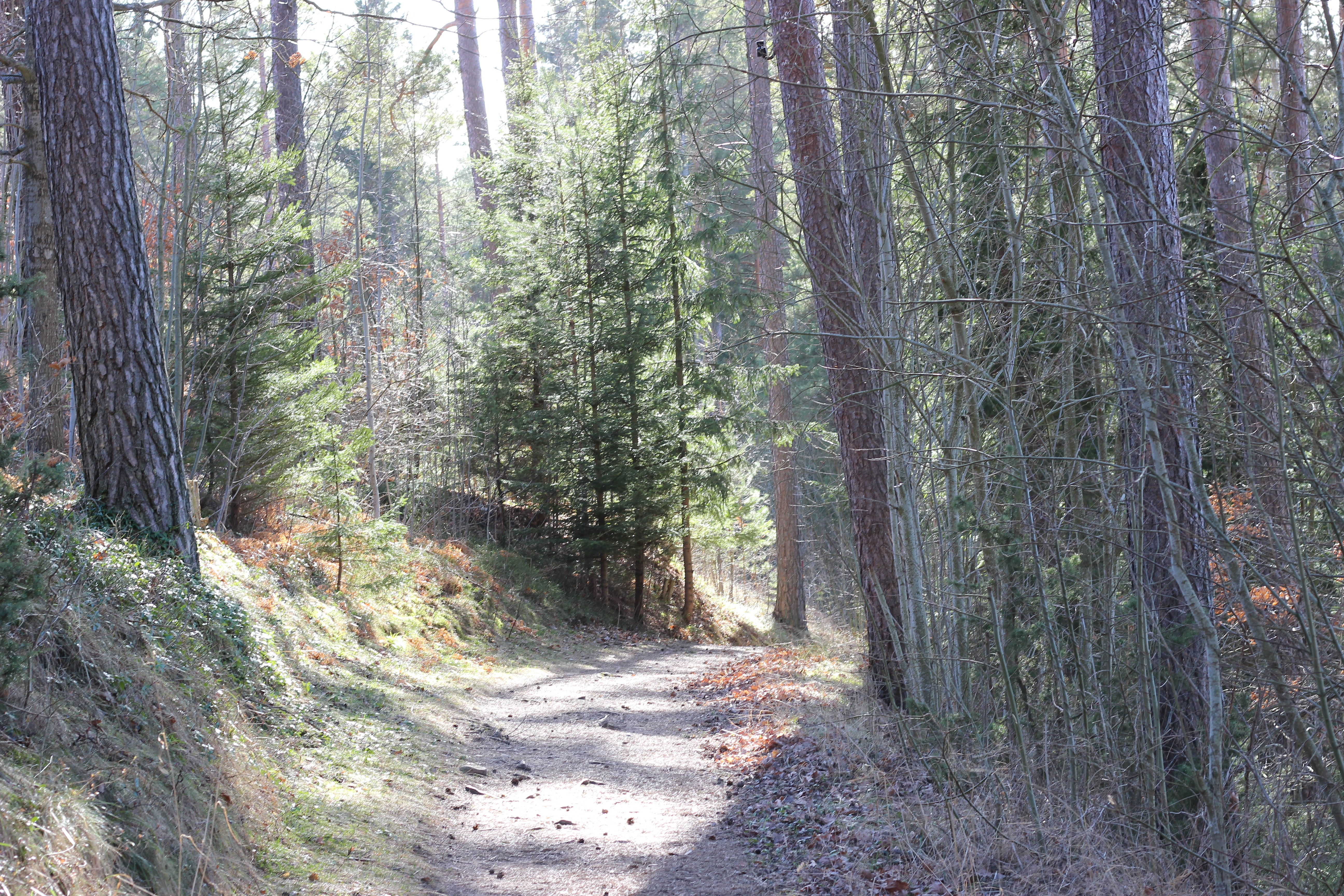
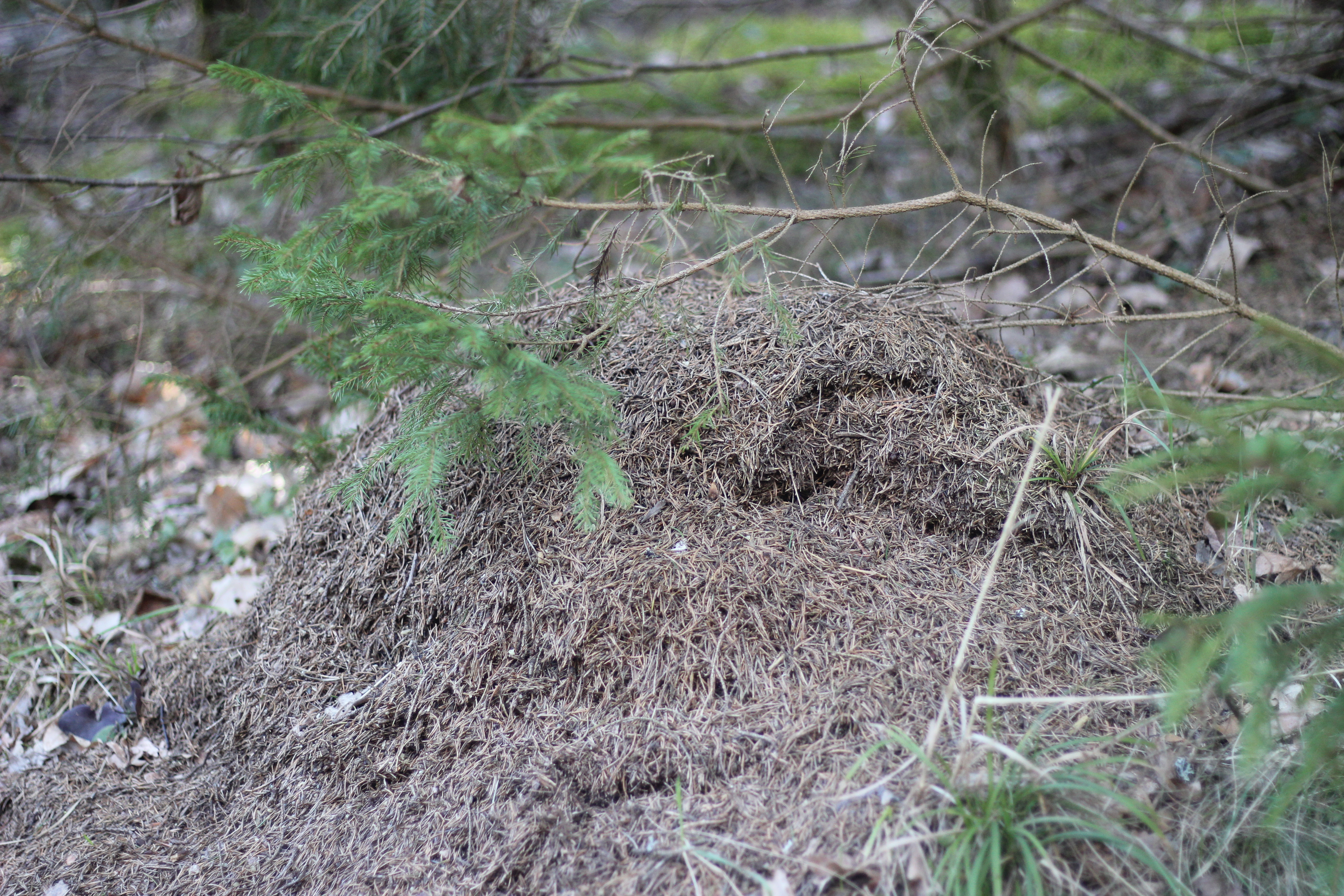
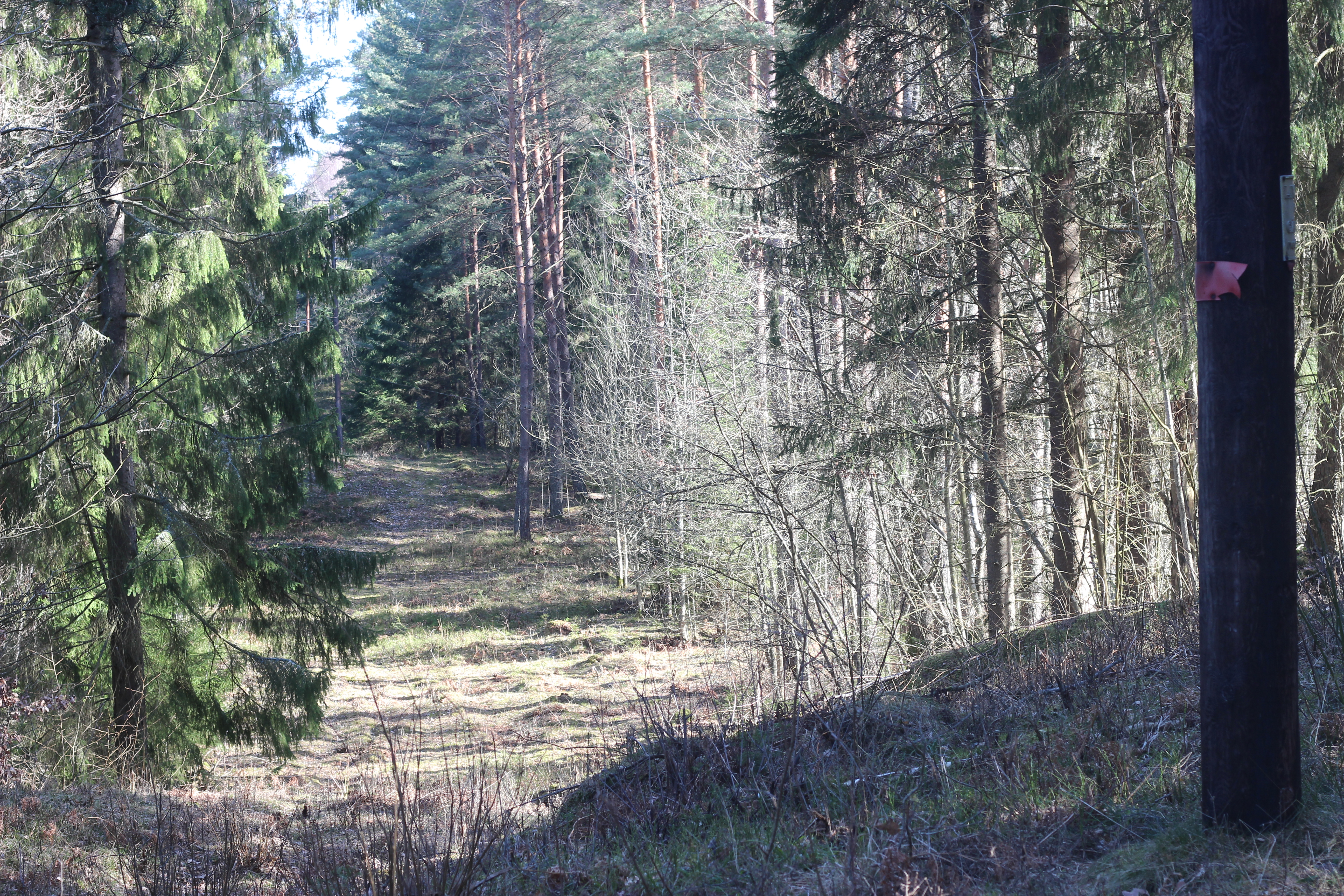
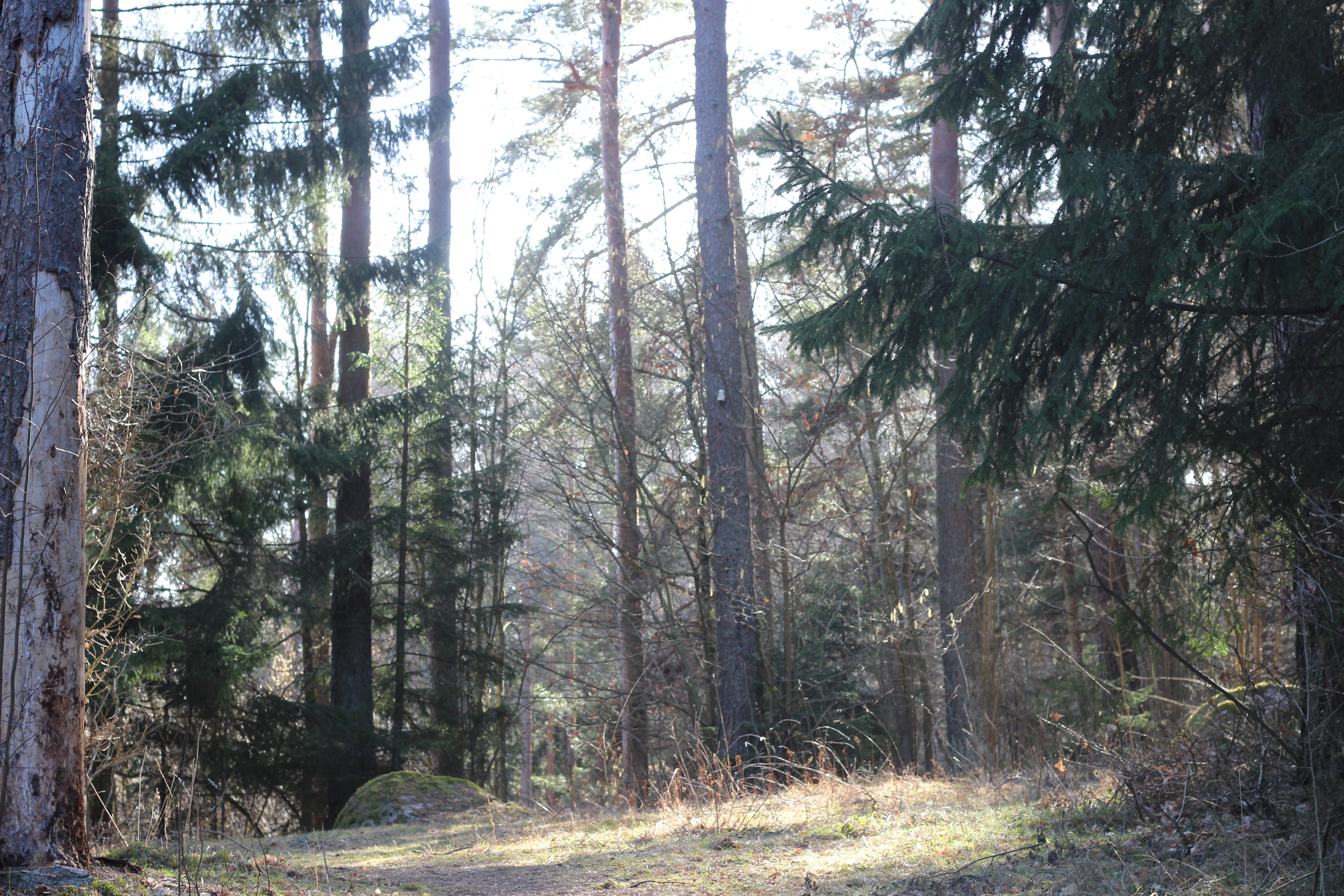
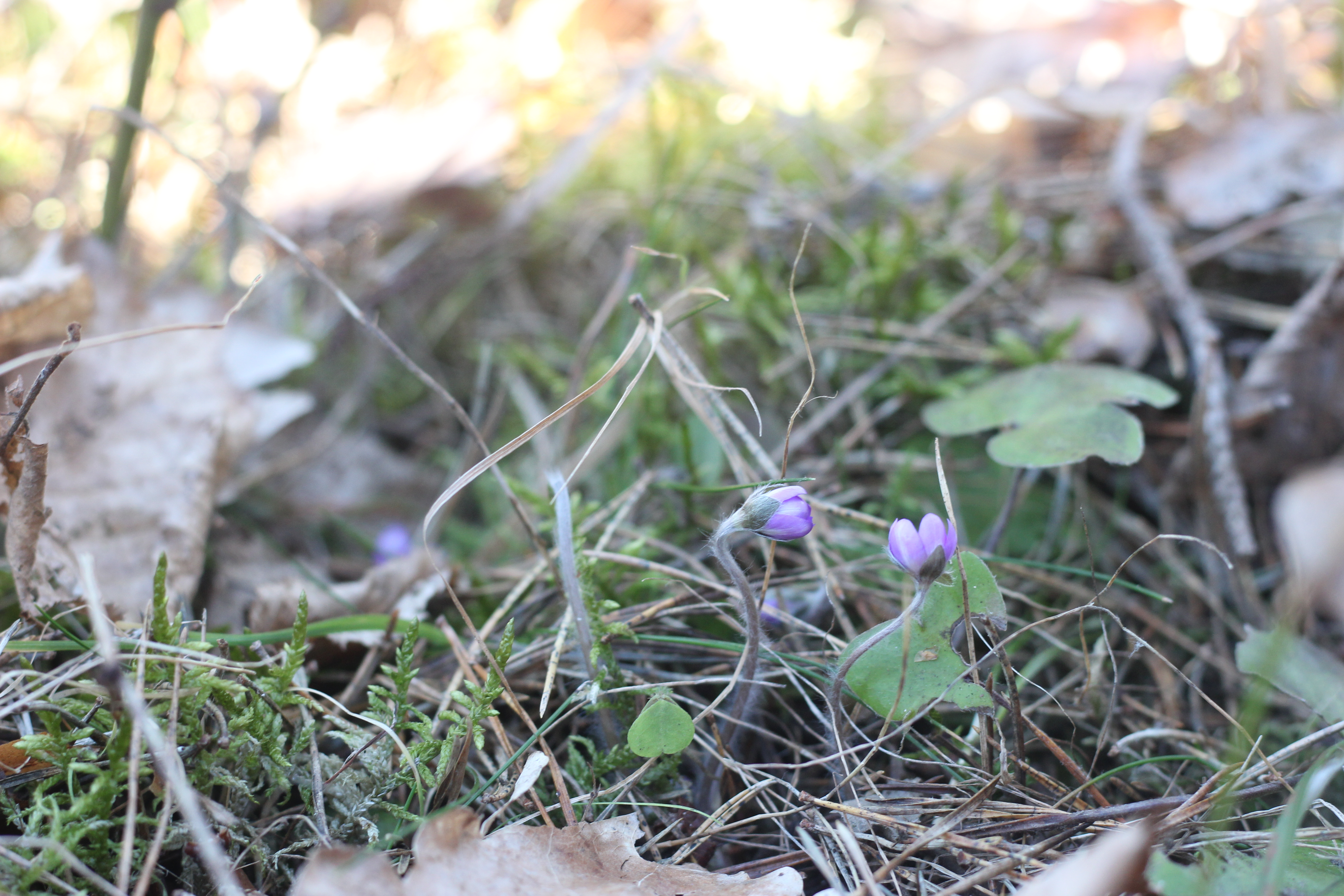